# 伊藤ハム米久ホールディングス
伊藤ハム米久ホールディングス株式会社（いとうハムよねきゅうホールディングス）は、伊藤ハムと米久を傘下に置く日本の持株会社。ハム・ソーセージ大手（日本ハム・プリマハム・丸大食品）の一角で業界2位。

## 概要
2015年9月15日、日本の食肉加工業界2位の伊藤ハムと7位の米久は、共同持株会社を設立し経営統合することで基本合意したと発表。同年11月6日には、両社の社長が共同記者会見を開き、統合後の持株会社の名称を「伊藤ハム米久ホールディングス」とし、社長には米久の宮下功社長が、会長（代表権なし）には伊藤ハムの堀尾守社長がそれぞれ就任することを発表。
2016年4月1日に経営統合が実施され『伊藤ハム米久ホールディングス株式会社』が発足した。本社は伊藤ハムの東京支社がある東京都目黒区に置かれたが、傘下の伊藤ハム（兵庫県西宮市）・米久（静岡県沼津市）の本社所在地は変更していない。
この経営統合により、連結売上高は両社の単純合算で6300億円超となり、業界3位のプリマハムを引き離すと同時に、首位の日本ハムグループに次ぐ2位の座を固めることになる。
筆頭株主は三菱商事であるが、傘下の伊藤ハムがかつて三和グループの社長会である三水会及びその後身の水曜会、さらに三和グループの親睦会であるみどり会に加盟していたことから、伊藤ハム米久ホールディングスも三和グループに所属している。但し、伊藤ハム米久ホールディングスは水曜会には加盟しているが、みどり会には加盟していない。

## 沿革
- 2015年（平成27年）
  - 9月15日 - 2016年4月1日に共同持株会社を設立し、経営統合することで基本合意。
  - 10月1日 - 米久が子会社の御殿場高原ビールの株式を、ホテル・レストラン経営の時之栖[注釈 2]に売却[5]。
  - 11月6日 - 両社の社長が記者会見を開き、統合後の持株会社の名称を「伊藤ハム米久ホールディングス」とすることを発表。
- 2016年（平成28年）
  - 1月26日 - 両社がそれぞれ臨時株主総会を開き、経営統合することを賛成多数で決議[6]。
  - 3月29日 - 伊藤ハム・米久、ともに東京証券取引所第一部上場廃止。
  - 4月1日 - 共同株式移転により『伊藤ハム米久ホールディングス株式会社』を設立。東京証券取引所第一部に上場。